# Agrarianismo nórdico

Trevo de quatro folhas, símbolo tradicional do agrarianismo nórdico.

Os partidos agrários nórdicos, também designados por partidos do centro nórdico, partidos agrários escandinavos ou partidos agrários liberais são partidos políticos agrários que pertencem a uma tradição política particular dos países nórdicos. Posicionando-se no centro do espectro político, mas cumprindo papéis distintos dos países nórdicos, estes partidos permanecem difíceis de classificar pela ideologia política convencional. 
Esses partidos não são socialistas e normalmente combinam um compromisso com os pequenos negócios, questões rurais e descentralização política e, às vezes, ceticismo em relação à União Europeia. Os partidos têm opiniões divergentes sobre o mercado livre e o ambientalismo. Internacionalmente, estão mais comumente alinhados à Aliança dos Liberais e Democratas pela Europa (ALDE) e à Internacional Liberal.
Historicamente partidos de agricultores, uma população de agricultores em declínio após a Segunda Guerra Mundial, fez com que ampliassem o seu escopo para outras questões e setores da sociedade. Nessa época, três deles renomearam-se para Partido do Centro, sendo o Partido do Centro finlandês o último a fazê-lo, em 1965. Agora, os principais partidos agrários são o Partido de Centro na Suécia, o Venstre na Dinamarca, o Partido do Centro na Finlândia, o Partido do Centro na Noruega e o Partido do Progresso na Islândia.

## História
Em comparação com a Europa continental, os camponeses dos países nórdicos tiveram historicamente um grau de influência política sem paralelo. Eles não eram apenas independentes, mas também representados como o quarto estado na dieta nacional, como no Riksdag dos Estados sueco. O movimento agrário, portanto, precede o movimento trabalhista por séculos na Suécia, Dinamarca, Finlândia e Noruega.
O primeiro dos partidos, o Venstre na Dinamarca, foi formado como um partido liberal e anti-impostos dos fazendeiros em 1870, unindo vários grupos de obrigacionistas (amigos dos fazendeiros) que existiam desde a introdução da democracia em 1849. Os restantes partidos surgiram no início do século XX, estimulados pela introdução do sufrágio universal e da representação proporcional em toda a região. A Liga Agrária da Finlândia foi a primeira a ser criada em 1906, seguida pelo Partido Agrário na Noruega em 1915. O Partido do Progresso na Islândia foi fundado em 1916 como uma fusão de dois partidos agrários. O Partido Agrário da Suécia, fundado em 1921, emergiu do Partido Lantmanna existente e seus grupos dissidentes.
Com o declínio da população agrícola escandinava, os partidos transformaram-se em partidos centristas abrangentes, capturando parte do eleitorado urbano. O Partido Agrário Sueco renomeou-se para Partido do Centro em 1958. Os partidos norueguês e finlandês adotaram o mesmo nome em 1959 e 1965, respectivamente.
Após o fim do domínio soviético nos países bálticos, o Partido do Centro Estónio (estabelecido em 1991) e a União do Centro da Lituânia (1993) foram modelados explicitamente no exemplo sueco. O União dos Fazendeiros Letões da era pós-comunista vê os partidos agrários nórdicos como modelos, também, com o objetivo de ser um partido centrista pega-tudo em vez de um partido de puro interesse único dos agricultores.

## Ideologia
As atitudes dos partidos em relação ao livre mercado e ao liberalismo económico são mistas. Enquanto o Partido do Centro norueguês e o Partido do Progresso na Islândia opõem-se à liberalização económica, os outros, mais notavelmente o Venstre na Dinamarca, são pró-mercado e colocam uma forte ênfase no crescimento económico e na produtividade. Por causa dessa divisão, Venstre é descrito em alguma literatura académica como a meia-irmã separada dos partidos agrários nórdicos. No entanto, todos os partidos se definem como não-socialistas, enquanto alguns também se distanciam do rótulo de burguês (borgerlig), que é tradicionalmente reservado aos partidos conservadores e liberais.
A maioria dos partidos tradicionalmente se posicionam do lado eurocético nos seus respectivos países. No entanto, na maior parte, ocupam essas posições devido a políticas específicas, com ênfase em se eles acreditam que as políticas europeias são melhores ou piores para as comunidades rurais.
O Partido do Centro na Noruega é o partido que mais se opõe à adesão à União Europeia, tendo mantido essa posição desde o referendo de 1972. Os progressistas islandeses também se opõem à adesão, enquanto o Venstre dinamarquês é a favor da entrada da União Europeia e da Dinamarca na zona do euro.

## Apoio político
Embora originalmente apoiados por agricultores, os partidos adaptaram-se ao declínio das populações rurais, diversificando a sua base política. O Partido do Centro finlandês recebe apenas 10% do seu apoio de agricultores, enquanto Venstre recebeu apenas 7% de seus votos de agricultores em 1998.

## Partidos
Os atuais partidos agrários nórdicos são:
- Ilhas Åland: Centro Åland[11]
- Dinamarca: Venstre, Partido Liberal da Dinamarca[12][1]
- Ilhas Feroé: Partido Unionista[13]
- Finlândia: Partido do Centro[14][1][12]
- Islândia: Partido do Progresso[11][1][12]
- Islândia: Partido do Centro
- Noruega: Partido do Centro[15][1][11]
- Suécia: Partido de Centro[11][12][15]

Os partidos agrários nórdicos históricos incluem:
- Dinamarca: Partido dos Agricultores[14]
- Finlândia: Partido Rural Finlandês[11]

Partidos agrários semelhantes fora dos países nórdicos são:
- Estónia: Partido do Centro Estónio[5]
- Letônia: União de Verdes e Camponeses[6]
- Lituânia: Partido do Centro[5]